# IA (Vocaloid)
IA là một chương trình tổng hợp giọng hát, được phát triển bởi 1st Place Co. Ltd. có trụ sở ở Meguro, Nhật Bản. Họ sử dụng công nghệ tổng hợp giọng hát Vocaloid 3 của Yamaha Corporation. Giọng hát của cô được lấy mẫu từ Lia. Cô đã biểu diễn tại những buổi hòa nhạc trực tiếp trên sân khấu như là một hình chiếu hoạt hình hoặc một Pepper's ghost. Nhiều bài hát đã được thức hiện bởi cô.
Tên của IA được lấy từ tên của người cung cấp mẫu giọng cho cô "Lia".

## Phát triển
Khi Lia kết hôn và do có một em bé, cô ấy đã buộc phải gián đoạn sự nghiệp ca sĩ của mình. Bởi vì điều này, sản xuất bắt đầu sử dụng IA như là một cách để "đứng" như một sự thay thế trong thời gian Lia vắng mặt.
IA được phát triển bởi 1st Place Co. Ltd. bằng cách sử dụng chương trình Vocaloid 3 của Yamaha. Giọng nói của cô, được tạo ra từ mẫu giọng nói của Lia tại một điều khiển sân và giai điệu. Cô là người đầu tiên phát hành dự án "- ARIA ON THA PLANESTES -" trong đó CeVIO Creative Studio, được tạo ra bởi 1st Place, có tên là "ONE", cũng là một phần của nó.
Triết lý thiết kế 1st Place hướng tới là thực hiện những giọng nói đơn giản, nhưng dễ dàng để điều chỉnh và tùy biến, cho phép người sáng tạo  tạo ra phiên bản riêng của IA.
Tháng 10 năm 2013, phần mềm của IA đã được công bố để có một bản cập nhật dành cho Mac trong thời gian khuyến mãi cho IA x SUPER GT circut BEATS album.

### Phần mềm bổ sung
Sự phổ biến của IA đã dẫn đến việc phát triển cho cô một số bản cập nhật. Trong năm 2014 một mẫu giọng hát được gọi là "IA-ARIA ON THE PLANETES - α Type C" đã được phát hành như một bản dùng thử miễn phí thông qua một chiến dịch phản hồi dài một tháng. Vài tháng sau đó, người ta đã thông báo rằng IA ROCKS sẽ được làm sẵn để bán trong tháng 6 cùng năm. Sự nổi tiếng của cô cũng cho phép cô mở rộng giọng hát sang các ngôn ngữ khác. Vào giữa năm 2016, một giọng hát tiếng Anh đã được công bố.
Ngày 27 tháng 6 năm 2014 một add-on mới cho IA, được gọi là IA ROCKS, được phát hành. Khi nhập vào Vocaloid 4, nó có thể tổng hợp hai giọng hát.
Tháng 1 năm 2016, cô được công bố sẽ được phát hành cho CeVIO Creative Studio và nhận được một giọng hát.

## Tiếp thị
Thông tin về IA được phát hành chậm hơn nhiều so với mức trung bình của các Vocaloid. Các chương trình khuyến mãi đã được thực hiện để làm cho cô ấy có vẻ khác biệt và bí ẩn.
Việc cấp phép cho IA hơi khác biệt so với các Vocaloid cũ. Không như một số Vocaloid, người sử dung có thể dùng hình ảnh của cô ấy trên đĩa CD, tờ rơi, áp phích mà không yêu cầu sự cho phép, mặc dù một số sự đồng ý của công ty là cần thiết để sử dụng nhiều hơn hình ảnh của cô. Đây là một tiền lệ từ những Vocaloid cũ như Cryton Future Media, người yêu cầu bạn phải xin phép để có thể sử dụng hình ảnh các Vocaloid của họ vào những thứ như đĩa CD, tờ rơi và áp phích.

## Danh tiếng

### Sự phản ứng
IA phát triển một danh tiếng tốt như một thư viện voicebank đáng tin cậy cho nhiều nhà sản xuất. IA đã nhận được nhiều lượt truy cập trong bảng xếp hạng hàng tuần Nico Nico Douga sau khi phát hành của cô.
Trong thời hạn 6 tháng phát hành của cô, một vài ca khúc hit được hơn 1,000,000+  n điểm trên Nico Nico Douga, trong khi không có VOCALOID3 đạt được thành công tầm cỡ này cho đến tháng 12 năm 2014 khi Yuzuki Yukari đạt được 1.000.000 bài hát đầu tiên của cô. Điều này đặt IA ngang hàng với sự thành công hơn của VOCALOID2 voicebanks. Lia đã ngạc nhiên khi cô trở nên nổi tiếng vì được rất nhiều fan hâm mộ của IA theo dõi, nhiều người trước đó thậm chí còn không biết (Lia) là ai.
Ngày 01 tháng bảy 2015, IA đã được công bố các video liên quan của cô đã đạt 100 triệu USD, Cô cũng đã có kinh nghiệm nhiều trong các màn trình diễn trực tiếp tại Đài Loan, Pháp và Bắc Mỹ. Điều này đi đến việc phát hành các ứng dụng chính thức của cô.

### Hỗn hợp
Một cuộc khảo sát công bố vào năm 2015 liên quan đến sự phổ biến của các Vocaloid trên trang web Nico video tiết lộ IA là Vocaloid nổi tiếng thứ 4 trong năm 2014.

### Thành tựu
- VOCALOID đầu tiên được 1st Place phát hành.
- Nữ VOCALOID đầu tiên phát hành bởi 1st Place.
- VOCALOID3 đầu tiên đạt hơn 1 triệu lượt xem trên Nico Nico Douga.
- Có cao độ giọng hát cao nhất trong số tất cả các Vocaloid.
- VOCALOID3 mới đầu tiên nhận một bản nâng cấp voicebank bổ sung.

## Nhân vật
| Tên                   | IA                           |
| Phát hành             | 27 tháng 1                   |
| Suggested Genre       | Pop, jazz                    |
| Suggested Tempo       | 63-228bpm, 95-228bpm (ROCKS) |
| Suggested Vocal Range | B2-A4                        |

## Sản phẩm âm nhạc
IA cho đến nay đã có hơn 100 bài hát và một bài hát của cô có tựa đề là "チルドレンレコード (Children Record)", sáng tác bởi Shizen no Teki-P, được coi là một trong những bài hát nổi tiếng nhất của cô với hơn 3.000.000 lượt xem trên Nico Nico.